# Las bordadoras
Las bordadoras es una película francesa de 2004 dirigida por Éléonore Faucher.

## Trama
Claire Moutiers tiene 17 años, vive en un pequeño pueblo de la campiña francesa, pasó mucho tiempo buscando trabajo después de terminar la escuela y ahora gana un poco de dinero como cajera. Está embarazada de cinco meses de un hombre que trabaja en el mostrador de carnicería del supermercado. Oculta el embarazo, por lo que ocasionalmente se burlan de ella por su aumento de peso. Quiere dar a luz al niño de forma anónima y darlo en adopción. Evita el contacto con sus padres y su hermano menor. Dado que su embarazo se haría evidente en el trabajo, visita  a una ginecóloga en un pueblo vecino para obtener un certificado médico y dar parte de enferma. Durante el examen, la médica determina el sexo del feto y, a petición de Claire, se lo anota en un papel que le entrega, pero que Claire no lee. También sugiere que Claire debería reconsiderar si debe quedarse con el niño después de todo.
Claire le escribe a su mejor amiga Lucile sobre la situación, quien la invita a su casa cuando ella y su hermano están visitando a sus padres en un pueblo vecino. El hermano de Lucile, Guillaume, está deprimido después de sufrir un accidente de tráfico con un amigo, quien murió a pesar de que Guillaume, que también estaba gravemente herido, había corrido kilómetros para buscar ayuda a tiempo. Ahora se culpa a sí mismo. El fallecido era hijo único de la señora Mélikian, quien trabaja como bordadora. Claire, que en su tiempo libre borda  con cuentas, pieles y botones, le había pedido trabajo hacía un año, pero sin éxito. Ahora regresa con la señora Mélikian. Lo ideal es que permanezca con ella durante las últimas semanas antes del parto, para no encontrarse con nadie conocido durante ese tiempo. La señora Mélikian contrata a Claire a modo de prueba porque tiene que realizar algunos trabajos de bordado sencillos en la máquina. Primero, Claire quiere quedarse con ella durante los diez días que está de baja por enfermedad. En el trabajo afirmó que su aumento de peso se debía a la cortisona que estaba recibiendo para el cáncer. Como prueba, se había arrancado un mechón de sus rizos rojos, para que creyeran que estaba enferma. La señora Mélikian pronto se da cuenta de que Claire está embarazada. Ella misma no puede superar la muerte de su hijo, siempre viste de negro y a menudo hace guardia frente a la habitación de su hijo muerto. Trabajar en un velo, que borda con cuentas sobre un bastidor, no la distrae. Unos días después de que Claire comenzara a trabajar para la señora Mélikian. Tiempo después, la encuentra inconsciente en su casa: intentó quitarse la vida con pastillas. Claire llama a la ambulancia y la Mélikian sobrevive. Durante el período siguiente, Claire la visita periódicamente en el hospital y reúne a la Mélikian con Guillaume para conversar. Claire termina el trabajo del velo y también borda otro, que le regala a Mélikian después de su recuperación. Ella está entusiasmada con su trabajo. Claire sigue con sus labores, pero se desploma con una hemorragia nasal después de trabajar en la máquina de bordar. La señora Mélikian se da cuenta de que el trabajo se ha vuelto demasiado agotador para Claire y la envía a casa para pasar el fin de semana.
El lunes, Claire vuelve con Mélikian, quien estuvo en París durante el fin de semana y recibió un pedido de Christian Lacroix para un elaborado trabajo de cuentas para un vestido. Lacroix le encargó a ella y a Claire, cuyo pañuelo bordado para la señora Mélikian le impresionó. Ahora ambas mujeres pasan sus días haciendo cuentas. La señora Mélikian le cuenta a Claire sobre su propio embarazo y poco a poco va superando el dolor por la pérdida de su hijo. Claire comienza a aceptar a su hijo por nacer e incluso le muestra a su madre su barriga de embarazada durante una visita, pero su madre no se da cuenta de lo que Claire está tratando de decirle. Claire llora entonces, igual que llora cuando la señora Mélikian una vez le niega su ayuda. Ambas son finalmente invitados a la fiesta de despedida de Guillaume y Lucile. Guillaume estará fuera durante tres años y Lucile comenzará a estudiar en otra ciudad. Las heridas del accidente de Guillaume se han curado, pero un comentario de Mélikian hace que abandone la fiesta antes de tiempo. Claire lo sigue, se besan y hacen el amor en la naturaleza. Más tarde, Claire y la Mélikian trabajan toda la noche en el trabajo de cuentas, que debe terminarse pronto. Claire se queda dormida exhausta y sueña que está al lado de su madre con su hijo en brazos. A la mañana siguiente le entrega a la señora Mélikian la nota del ginecólogo. Ahora sabe que está esperando una niña y quiere quedarse con ella. Ahora quiere contarles a sus padres sobre el embarazo. Junto con la señora Mélikian, se sienta de nuevo ante el bastidor de bordado y comienza a añadir las últimas cuentas al vestido. 

## Elenco
- Lola Naymark - Claire Moutiers
- Ariane Ascaride - Señora Mélikian
- María Félix - Lucile
- Thomas Laroppe - Guillermo
- Arthur Quehen - Thomas
- Jackie Berroyer - M Lescuyer (como Jacky Berroyer)
- Ana Cánovas - Señora Lescuyer
- Marina Tomé - Ginecóloga
- Elisabeth Commelin - Mme. Moutiers
- Christophe Hatey - Carnicero
- François Noël - El chico de la bicicleta
- Yasmine Modestine - Enfermera
- Annie-Claude Sauton - Panadera
- Nathalie Kirzin - Mujer Redonda
- Ludivine Morissonaud - Clotilde
- Marcos Valladolid - José Dela Cruz
- María Aiza Nares - Sisang

## Producción

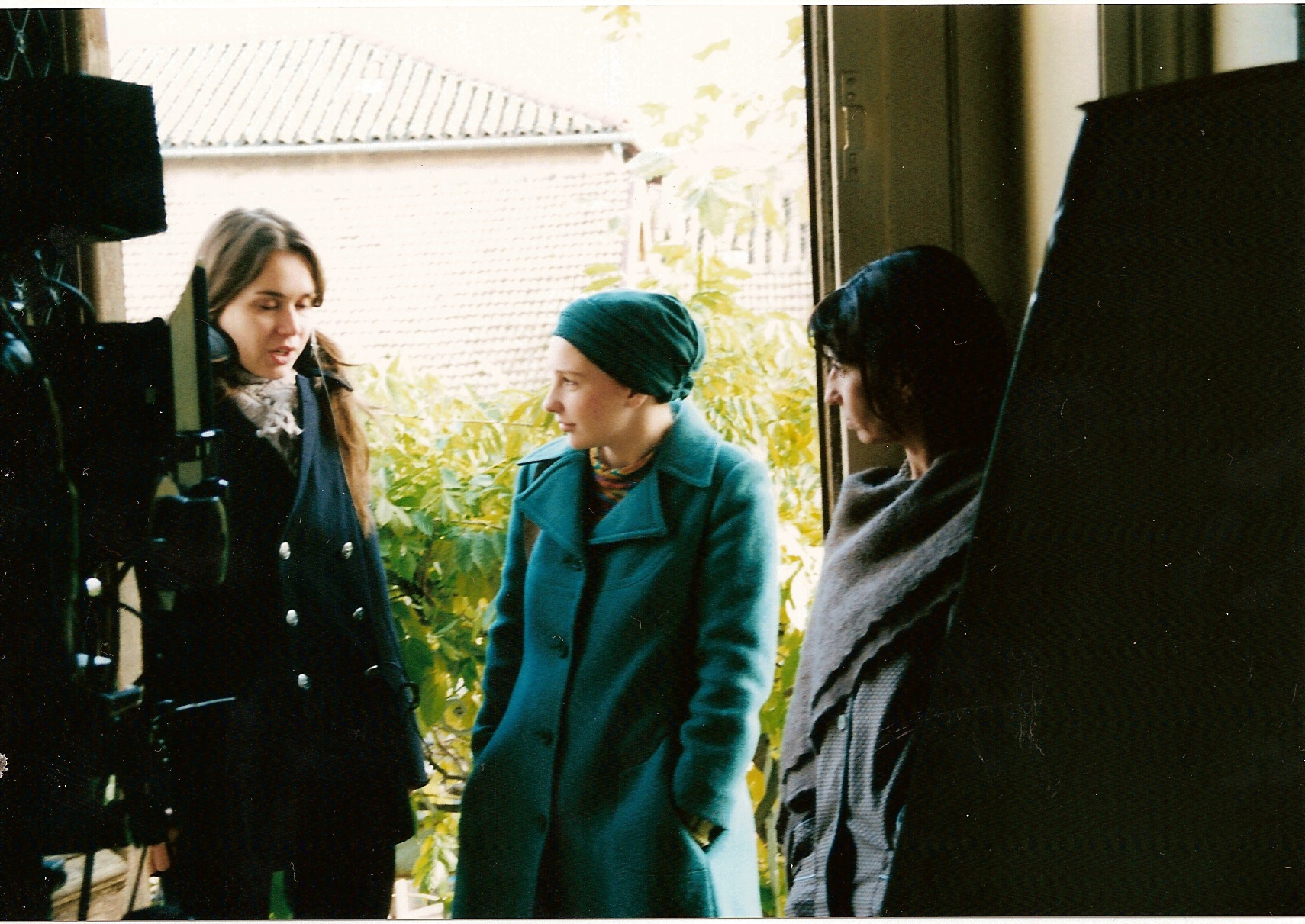
Éléonore Faucher, Lola Naymark y Ariane Ascaride (de izquierda a derecha) filmando en Fleurie

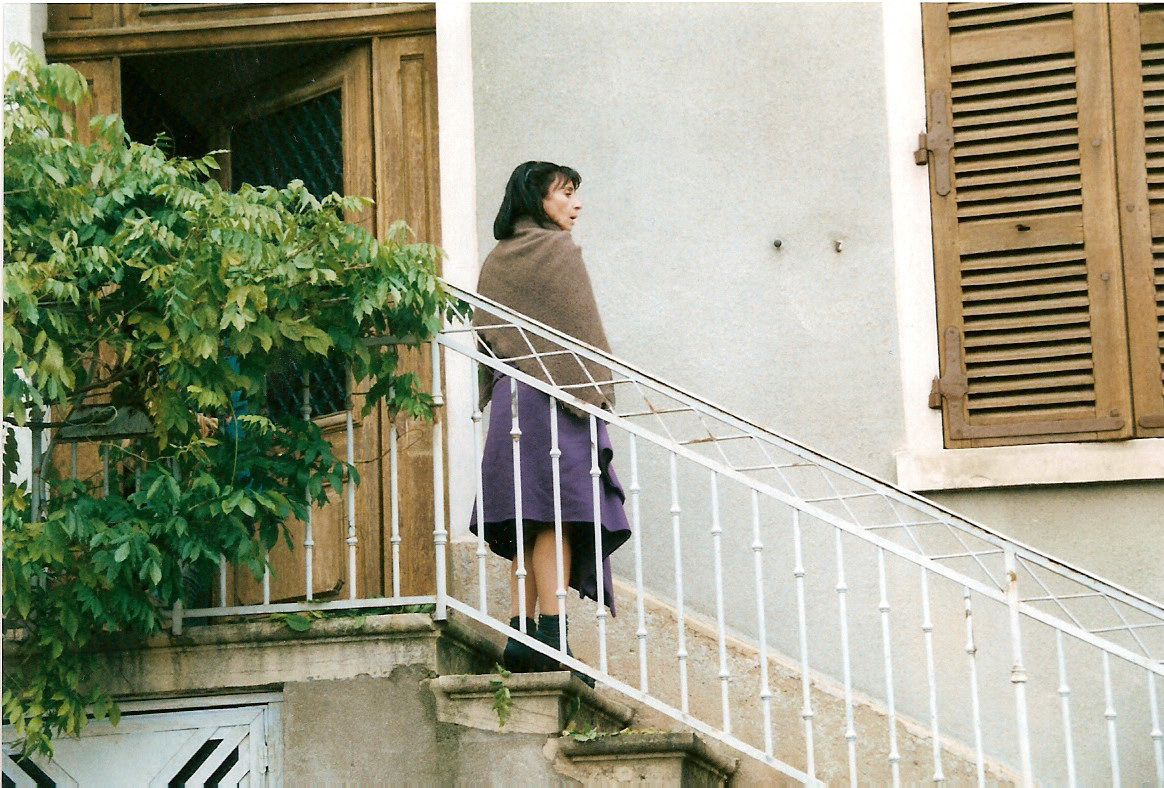
Ariane Ascaride filmando en Fleurie

Faucher comentó en una entrevista en Le Figaro: "La idea de la película me surgió de repente mientras remendaba un corpiño. Inicialmente, quería contar la historia de una remendadora. Terminé optando por una .bordadora, en un universo... 'más artístico y poético'” Para desarrollar sus personajes, Eléonore Faucher visitó los talleres de Lesage. Principalmente observó y filmó a Nadja Berruyer, una bordadora independiente, cuyo trabajo se muestra en la película. "Su casa es como la cueva de Alí Babá", añade Eléonore Faucher. Hay un montón de cuentas multicolores, lentejuelas, pedrería y dorados. Es una maga. Cuando no trabaja para los grandes modistos, confecciona vestuario para teatro y cine.
Las bordadoras fue el debut cinematográfico de Faucher, quien previamente había realizado dos cortometrajes. La película se rodó entre noviembre y diciembre de 2003 en Angulema (incluida la abadía de Saint-Cybard), Fleurie (casa de Mélikian) y en el Hospital Le Vinatier de Bron. Las fotografías de interiores fueron tomadas en Studio 24 en Villeurbanne.  La película se estrenó en el Festival Internacional de Cine de Cannes el 14 de mayo de 2004.  Fue lanzada en DVD el 24 de noviembre de 2005. 
Además de piezas de Michael Galasso, la película presenta numerosas canciones del grupo Louise Attaque, entre ellas Je t'emmène au vent (del álbum Louise Attaque, 1997), L'intranquillité y La Ballade de bas (de Comme on a dit, 2000). El grupo de rock Tarmac también está representado con la canción Sur mes lèvres.

## Recepción
Filmdienst calificó el debut cinematográfico de Faucher como "sutilmente desarrollado... y dirigido...". La película “visualiza su nivel simbólico a través de imágenes sensibles, con la cámara observando discreta y sensiblemente la amistad entre las generaciones”. Der Spiegel elogió la película por estar realizada con precisión y gran cuidado, y consideró que Faucher “a veces desarrolla tal sensualidad que el espectador cree que puede sentir, oler y saborear el mundo representado”.
Cinema consideró que los espectadores pacientes con este drama tranquilo serán “ricamente recompensados” con sus “imágenes oníricas” y calificó la película como “una pequeña obra de arte, tan delicada como un bordado precioso”.
David Parkinson elogió las actuaciones y la puesta en escena: "Película francesa de ritmo pausado sobre la pérdida y la redención, con Ascaride, como siempre, soberbia en el papel de la bordadora amargada por la muerte de su hijo, mientras que Naymark es extraordinaria en el de la campesina desesperada por ocultar su condición y escapar de su trabajo sin futuro en un supermercado. Pero es el ritmo meticuloso de Faucher, su perspicacia sensible, sus texturas íntimas y sus primeros planos lo que le da alma. Una película sobre dos mujeres remendando telas puede no parecer del gusto de todos, pero también trata sobre la reconciliación de corazones rotos, y al representarlo, la película logra una inusual economía de propósito."
Julia Teichmann destaca la sutileza de la trama: "Ambas mujeres se aíslan herméticamente del mundo exterior. Las actrices consiguen expresar todos los matices emocionales de una amistad naciente en condiciones dolorosas, a través de una gruesa armadura: el rechazo, la admiración, el miedo a la decepción, la superación, la curiosidad {...] Como un bordado complejo y deslumbrante que lleva tiempo para ser concebido, desarrollado y completado, se desarrolla una amistad entre las dos mujeres que, en última instancia, cambia sus respectivas relaciones con el mundo y consigo mismas. Paso a paso, Claire se libera de las restricciones que se ha impuesto: libera su cabello, su vientre, su afecto por su familia y su sexualidad.

## Premios
- Festival de Cine de Cannes 2004: Gran Premio de la Semana de la Crítica (Éléonore Faucher) y Premio SACD al guion (Éléonore Faucher y Gaëlle Macé) [9]
- Festival de Deauville 2004: Premio Michel-d'Ornano al mejor guion francés [10] (Éléonore Faucher y Gaëlle Macé)[11]
- New Horizons Film Festival 2004: Premio a la Mejor Película Extranjera[12]
- Premio Michel-Simon 2004 a Lola Naymark[13]
- Premio de la Unión de Críticos Franceses: mejor ópera prima (Éléonore Faucher)
- Estrella de Oro a la mejor revelación femenina 2005 a Lola Naymark[14]
- Premio Lumières 2005: Mejor Actriz Revelación Femenina para Lola Naymark[15]
- Premio Círculo Femenino de Críticos de Cine de Estados Unidos 2005: mejor película extranjera hecha por una mujer o sobre una mujer[16]

### Nominaciones
- Premio de Cine Europeo 2004: Descubrimiento europeo del año (Éléonore Faucher)[17]
- Premios César 2005: mejor ópera prima (Éléonore Faucher),[18] mejor revelación femenina (Lola Naymark)[19] y mejor actriz de reparto (Ariane Ascaride)[20]